# Pampasatyrus yacantoensis
Pampasatyrus yacantoensis är en fjärilsart som beskrevs av Köhler 1939. Pampasatyrus yacantoensis ingår i släktet Pampasatyrus och familjen praktfjärilar. Inga underarter finns listade i Catalogue of Life.